# 一得测候所
一得测候所，又名太华山气象站，位于中华人民共和国云南省昆明市西山区碧鸡街道太华山上的昆明太华山国家基准气候站内，系云南近代气象、天文、地震事业的先驱，自然科学家陈秉仁（字一得）创建于民国十六年（1927年）7月，最初设在昆明城内钱局街53号。1937年迁至西郊太华山上，海拔2375.2米。测候所坐北朝南，为砖木结构的西式楼房，三层九间，建筑面积286平方米。所内配有水银气压表、日照计、风向标、测雨表、自动气压计、温度计、气象器、天文观测器、地震器等数十种仪器，还存有自1911年至1957年的部分观测资料，具有重要的历史和科学价值。云南省气象博物馆设于此地，每周六和每年的世界气象日向公众免费开放。1993年被公布为省级文物保护单位。